# Leonard Parker
Leonard Emanuel Parker (* 13. Mai 1938 in Brooklyn, New York City) ist ein US-amerikanischer theoretischer Physiker.

## Leben
Parker studierte an der Rochester University mit dem Bachelor-Abschluss 1960 sowie an der Harvard University mit dem Master-Abschluss 1962 und der Promotion bei Sidney Coleman 1967 (The creation of particles in an expanding universe). Von 1966 bis 1968 war er Instructor an der University of North Carolina at Chapel Hill. 1968 wurde er Assistant Professor, 1970 Associate Professor und 1975 Professor an der University of Wisconsin–Milwaukee, wo er Direktor des Center for Gravitation and Cosmology war.
1971/72 war er ein Jahr als Gastwissenschaftler an der Princeton University bei John Archibald Wheeler und er war auch in den 1970er Jahren mehrfach Gast am Institute for Advanced Study.
Er gilt als Begründer der Quantenfeldtheorie in gekrümmten Räumen, wie sie in der Allgemeinen Relativitätstheorie auftreten. In seiner Dissertation 1967 zeigte er, dass im zeitlich veränderlichen Gravitationsfeld eines expandierenden Universums Teilchen-Antiteilchen-Paare erzeugt werden. Dies hatte zum Beispiel Einfluss auf die Ableitung der thermischen Strahlung Schwarzer Löcher durch Stephen Hawking in den 1970er Jahren. Die Teilchenerzeugung in expandierenden Universen führte auch zur Verstärkung von Fluktuationen, die sich als Anisotropien in der CMB bemerkbar machen.
Er befasste sich auch mit verschiedenen Themen der relativistischen Astrophysik (wie schnell rotierenden Neutronensternen) und dem Einfluss gekrümmter Räume auf das Spektrum einfacher Atome.
2011 erhielt er den Ersten Preis im Essay-Wettbewerb der Gravity Research Foundation (für Stimulated creation of quanta during inflation and the observable universe mit I. Agullo) und gewann zuvor 1984 einen zweiten Preis. Er ist Fellow der American Physical Society (1984) und der American Association for the Advancement of Science.

## Schriften
- Quantized Fields and Particle Creation in Expanding Universes. I, Physical Review 183, 1969, S. 1057–1068, bibcode:1969PhRv..183.1057P
- mit S. A. Fulling Adiabatic Regularization of the Energy-Momentum Tensor of a Quantized Field in Homogeneous Spaces, Physical Review D 9, 1974, 341
- mit B.-L. Hu, S. A. Fulling Conformal Energy-Momentum Tensor in Curved Space-time: Adiabatic Regularization and Renormalization, Physical Review D, 10, 1974, 3905
- mit Hu, Fulling; Quantized Scalar Fields in a Closed Anisotropie Universe, Phys. Rev. D, 8, 1973, 2377
- Probability Distribution of Particles Created by a Black Hole, Physical Review D 12, 1975, S. 1519
- Thermal Radiation Produced by the Expansion of the Universe, Nature 261, 1976, 20
- mit T. S. Bunch The Feynman Propagator in Curved Spacetime: A Momentum Space Representation, Physical Review D 20, 1979, 2499
- mit J. Bekenstein Path Integral Evaluation of Feynman Propagator in Curved Spacetime, Physical Review D 23, 1981, S. 2850
- The One-Electron Atom as a Probe of Spacetime Curvature, Physical Review D 22, 1980, 1922
- mit J. L. Friedman, J. R. Ipser Rapidly Rotating Neutron Star Models, Astrophysical Journal 304, 1986, 115–139
- mit M. M. Glenz Study of the Spectrum of Inflaton Perturbations, Phys. Rev. D 80, 2009, 063534
- mit I. Agullo, J. Navarro-Salas, Gonzalo J. Olmo Revising the observable consequences of slow-roll inflation, Phys. Rev. D 81, 2010,  043514
- mit I. Agullo, J. Navarro-Salas, Gonzalo J. Olmo Hawking radiation by Kerr black holes and conformal symmetry, Phys. Rev. Lett. 105, 2010, 211305
- mit I. Agullo Non-Gaussianities and the stimulated creation of quanta in the inflationary universe, Phys. Rev. D 83, 2011, 063526
- Particle creation and particle number in an expanding universe, 2012, arxiv:1205.5616
- Aspects of Quantum Field Theory in Curved Space-time: Effective Action and Energy-Momentum Tensor, in Stanley Deser, M. Levy Recent developments in Gravitation, Plenum 1979, 219–273
- mit David Toms: Quantum Field Theory in Curved Spacetime: Quantized Fields and Gravity, Cambridge University Press 2009